# Super Rugby AU
Super Rugby AU war eine professionelle Rugby-Union-Meisterschaft in Australien. Sie wurde 2020 als Ersatz für die Saison 2020 des internationalen Wettbewerbs Super Rugby ins Leben gerufen, die wegen der COVID-19-Pandemie abgebrochen werden musste. 2021 gab es eine weitere Ausgabe.
Sowohl 2020 als auch 2021 war die Meisterschaft ein zehnwöchiges Rundenturnier, bei dem die vier australischen Franchises von Super Rugby und das Team Western Force gegeneinander antraten. Die zweit- und drittplatzierten Teams der Regular Season trugen ein Playoff-Spiel um den Einzug ins Finale aus, in welchem sie auf den erstplatzierte Team trafen.
Ebenfalls 2021 trugen die neuseeländischen und australischen Franchises im Anschluss an ihre eigenen Meisterschaften eine länderübergreifende Meisterschaft namens Super Rugby Trans-Tasman aus. 2022 erfolgte nach der Aufhebung aller internationalen Reisebeschränkungen die Wiedereinführung von Super Rugby im üblichen Format, jedoch ohne die südafrikanischen Franchises.

## Sieger
- Super Rugby AU 2020: Brumbies
- Super Rugby AU 2021: Queensland Reds